# Museo del giocattolo Pietro Piraino
Il Museo del giocattolo e delle cere Pietro Piraino è ospitato a Bagheria (PA). Il museo espone circa 1600 giocattoli prodotti dal II secolo a.C. al 1900, e 100 opere in cera, risalenti al XVIII e XIX secolo.
Annesso al museo una sala multimediale con affreschi del Velasco, un'aula per la didattica, un laboratorio per il restauro di cere, statue lignee, presepi, giocattoli, un book shop, una caffetteria e un ampio giardino

## Storia
Nel 1994 Pietro Piraino Papoff con le figlie Laila e Lucilla, crea l'Associazione "Museo del Giocattolo Pietro Piraino" che si occupa della ricerca, del restauro, della catalogazione e della conservazione di vecchi giocattoli e di vecchi giochi. Il museo ha il patrocinio dell'Unicef e del Ministero della pubblica istruzione. Nel 2002 si è trasferito a Bagheria al piano nobile di Villa Aragona Cutò, in Via Consolare, di proprietà del Comune di Bagheria. Nel mese di marzo 2014 il Museo si è trasferito con i suoi 2500 giocattoli e 200 opere in cera nella sede definitiva di Villa Certosa a Bagheria, a tale scopo restaurata. Nella nuova sede il museo si è dotato di book shop, caffetteria, sala multimediale, biblioteca e giardino. Nel laboratorio annesso sono state già ricreate nove delle dodici statue in cera fatte nel 1770 dal ceroplasta Ferretti, oggi rubate e non più esistenti. Sono in rifacimento le tre ancora mancanti ad opera del Prof. Pietro Piraino  Papoff e della figlia Dott. Laila Piraino.

## Il museo
Il Museo espone, circa 2000 giocattoli e bambole, prodotti con diversi materiali, quali porcellana, cera, cartapesta, panno lenci, celluloide, legno, risalenti al 1700, 1800 e 1900. Sono presenti anche alcuni giocattolini in terracotta provenienti dalla tomba di una bambina del II sec. A.C e una pistola giocattolo proveniente dal campo di sterminio nazista di Mauthausen.
Una sezione è dedicata alle case per le bambole, complete dei piccoli arredi all'interno, e ai mobili e agli accessori in miniatura, con le porcellane e gli utensili da cucina, e gli abitini.
Alcuni giocattoli in legno sono tipici della civiltà contadina siciliana di inizio Novecento: il carrettino, i piccoli Pulcinella, i pupi, le trottole, i fischietti.
La collezione di automi presenta rari giocattoli meccanici prodotti nell'Ottocento in Francia, in Germania, in Svizzera e in Sicilia; tra i giochi meccanici, un armonium a mantice, un Organo di Barberia a martelletti e campanelli , carillons a dischi di fabbricazione tedesca dell'Ottocento,  lanterne magiche, giocattoli scientifici , un ampio spazio è dedicato ai giocattoli di latta e ai plastici con trenini.
Sono esposte anche 200 sculture in cera, opera di artisti siciliani e napoletani del Settecento e Ottocento.
Il museo ospita un laboratorio per il restauro dei giocattoli antichi, di sculture in cera, di presepi e di statue lignee. In esso vengono prodotte , anche, ex novo statue e composizioni in cera seguendo le antiche tecniche e metodologie della ceroplastica.